# Třída Gepard (typ 143A)
Třída Gepard (typ 143A) byly raketové čluny německého námořnictva. Postaveno bylo celkem 10 jednotek této třídy. Poslední čtyři čluny německé námořnictvo vyřadilo v listopadu 2016. Třídu Gepard nahradily výkonnější korvety třídy Braunschweig a Německo zcela přestalo provozovat válečné lodě této kategorie.

## Stavba
Celkem bylo postaveno 10 jednotek této třídy, pojmenovaných Wiesel, Puma, Ozelot, Nerz, Hyane, Gepard, Frettchen, Zobel, Hermelin a Dachs. Do služby byly zařazeny v letech 1982–1984. Sedm jich postavila loděnice Lürssen ve Vegesacku a tří loděnice B. Kroger v Rendsburgu.
Jednotky třídy Gepard:
| Jméno             | Spuštěna | Dodání             | Status                     |
| ----------------- | -------- | ------------------ | -------------------------- |
| Gepard (P6121)    | 1981     | 15. prosince 1982  | vyřazen 2011               |
| Puma (P6122)      | 1982     | 15. února 1983     | vyřazen 2015               |
| Hermelin (P6123)  | 1982     | 28. dubna 1983     | vyřazen 16. listopadu 2016 |
| Nerz (P6124)      | 1982     | 14. července 1983  | vyřazen 31. března 2012    |
| Zobel (P6125)     | 1982     | 29. září 1983      | vyřazen 16. listopadu 2016 |
| Frettchen (P6126) | 1983     | 16. prosince 1983  | vyřazen 16. listopadu 2016 |
| Dachs (P6127)     | 1982     | 22. března 1984    | vyřazen 31. března 2012    |
| Ozelot (P6128)    | 1983     | 25. května 1984    | vyřazen                    |
| Wiesel (P6129)    | 1983     | 12. července 1984  | vyřazen 2015               |
| Hyane (P6130)     | 1983     | 13. listopadu 1984 | vyřazen 16. listopadu 2016 |

## Konstrukce

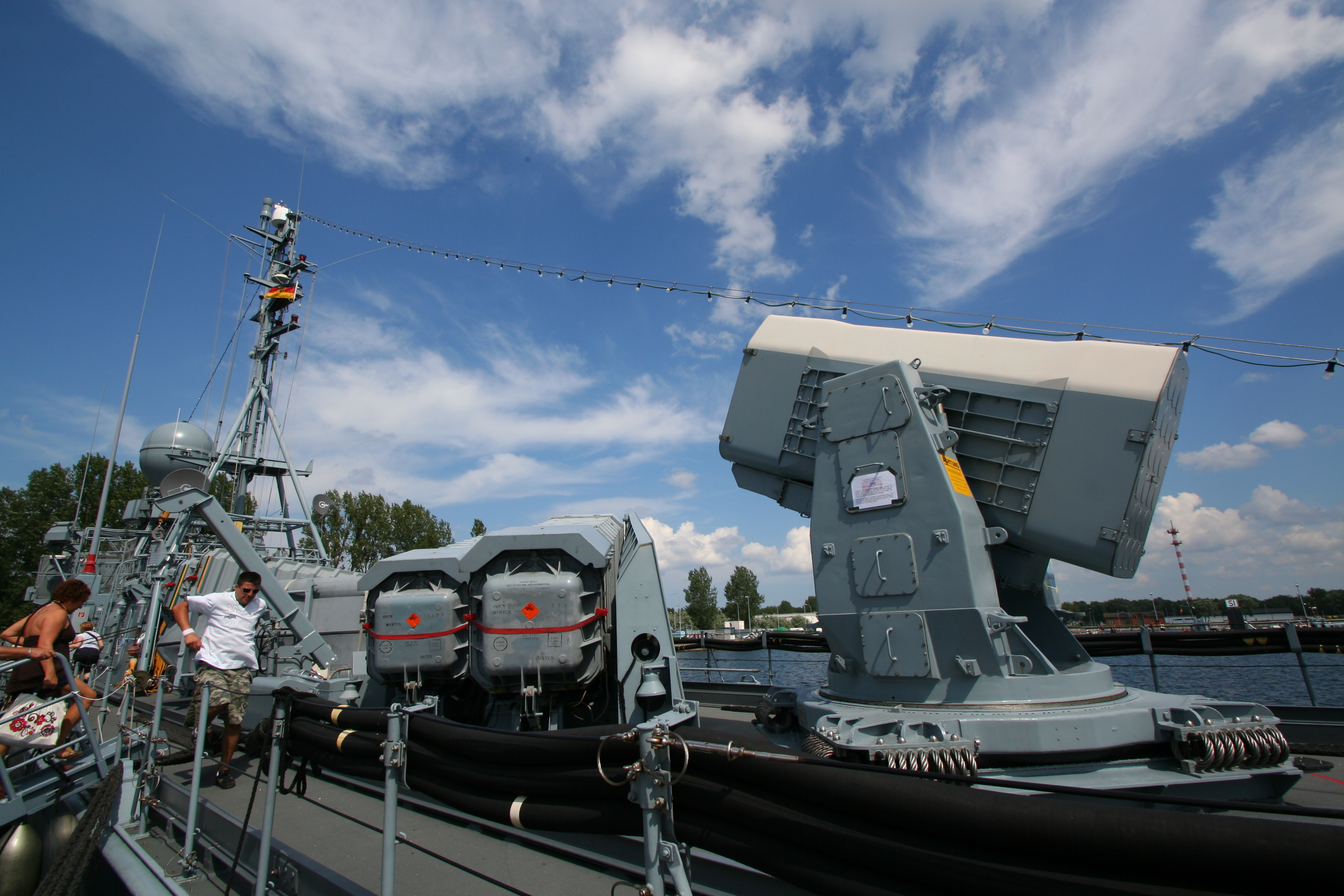
Protilodní střely Exocet a systém RAM na zádi plavidla třídy Gepard

Celá třída je modifikací předchozí třídy Albatros (typ 143). Liší se instalací jediného 76mm kanónu OTO Melara v dělové věži na přídi, oproti dvěma věžím u třídy Albatros. Jejich hlavní útočnou výzbrojí jsou čtyři protilodní střely MM.38 Exocet. V místě zadní dělové věže jsou vybaveny protiletadlovým systémem RAM, chránícím je též vůči protilodním střelám. Výzbroj doplňují dva 12,7mm kulomety a dvě kolejnice pro námořní miny. Pohonný systém tvoří čtyři diesely MTU 16V956 TB91 o celkovém výkonu 16 000 bhp. Nejvyšší rychlost je 36 uzlů. Dosah je 2600 námořních mil při rychlosti 16 uzlů.